# Sangala decia
Sangala decia är en fjärilsart som beskrevs av Jean Baptiste Boisduval 1870. Sangala decia ingår i släktet Sangala och familjen mätare. Inga underarter finns listade.